# 200
200 (CC) je bilo prestopno leto, ki se je po julijanskem koledarju začelo na torek.

## Dogodki
- začne se druga makedonska vojna

## Rojstva
- Ciprijan Kartaginski, rimski škof iz Kartagine, mučenec († 258)
- papež Dionizij, papež († 268)

- Diofant, starogrški matematik († 284)
- Mark Klavdij Tacit, rimski cesar († 276)

- cesar Odžin, japonski cesar († 310)

- Pavel Samosatski, krščanski škof, patriarh († 275)

## Smrti
- cesar Čuaj, japonski cesar (* 149)